# Zheng Zhengqiu

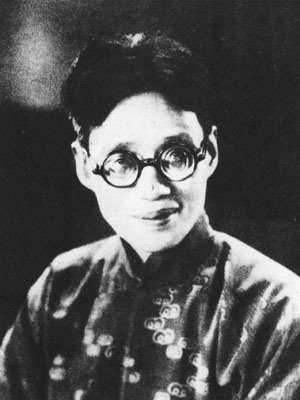
Zheng Zhengqiu

Zheng Zhengqiu (chinesisch 鄭正秋 / 郑正秋, Pinyin Zhèng Zhèngqiū, * 25. Januar 1889 in Shanghai, Chinesisches Kaiserreich; Zi 芳澤 / 芳泽,  Fāngzé, Hao 伯常,  Bócháng, Autorname 藥風 / 药风,  Yàofēng; † 16. Juli 1935 ebenda), auch bekannt als Zheng Fangze, war ein chinesischer Drehbuchautor und Filmregisseur. Er gehört zu den Pionieren des chinesischen Films.

## Leben
Zheng Zhengqiu war bereits ein einflussreicher Dramatiker und Theaterkritiker, als er 1913 von Zhang Shichuan zur Asia Film Company geholt wurde. Im selben Jahr schrieb er für Zhang Ehepaar in der Not – der erste originäre, chinesische Kurzspielfilm – über die Praxis der arrangierten Ehe. 1922 gründete er gemeinsam mit Zhang Shichuan und Zhou Jianyun die Filmgesellschaft Mingxing und wurde deren Assistenzmanager. Zheng Zhengqiu arbeitete dort jedoch hauptsächlich als Drehbuchautor und Regisseur. Eine der ersten Produktionen des Studios unter Beteiligung von Zheng wurde Laogong zhi aiqing (Romance of a Fruit Peddler, 1922), heute der älteste noch erhalten gebliebene chinesische Film. Zwischen 1923 und 1930 arbeitete Zheng Zhengqiu an 53 Filmproduktionen mit, darunter Ruan Lingyus Filmdebüt in Bu Wancangs Guaming de fuqi (1927), Zhang Shichuans Martial-Arts-Film Huoshao honglian si (The Burning of Red Lotus Temple, 1928) und zwei gemeinsame Regiearbeiten mit Cheng Bugao aus demselben Jahr. Eines der häufigsten von Zheng verarbeiteten Themen ist die Not der Armen und Machtlosen, er sah sich als deren Sprachrohr.
Seine kommerziell erfolgreichste Regiearbeit war der Film Zimei hua (Twin Sisters, 1934), in dem Hu Die eine Doppelrolle spielt. Zheng Zhengqiu kontrastiert die beiden Rollen ganz im Sinne seines Faibles für die Mittellosen: die mit einem reichen Militär verheiratete Schwester ist gemein und grausam, die andere muss als Haushaltsgehilfin arbeiten, um ihren Mann zu unterstützen, doch ist nett und liebevoll.
Als der chronisch kranke und überarbeitete Zheng 1935 starb, zollten ihm sowohl die ihm nahestehenden Linken als auch Vertreter der Kuomintang ihren Respekt.

## Filmografie (Auswahl)

### Regie
- Die for Marriage aka The Difficult Couple (Nànfū Nànqī, 難夫難妻 ‚Ehepaar in der Not‘, 1913) als Ko-Regisseur mit Zhang Shichuan
- The Tablet of Blood and Tears (Xuè lèi bēi, 血淚碑, 1927)
- Sweet Sixteen (Èrbā jiārén, 二八佳人, 1927)
- The White Cloud Pagada (Báiyún tǎ, 白雲塔, 1928) als Ko-Regisseur mit Zhang Shichuan
- The Heroine in Black (Hēiyī nǚxiá, 黑衣女俠, 1928) als Ko-Regisseur mit Cheng Bugao
- The Lady's Lover (Xiánǚ jiù fūrén, 俠女救夫人, 1928)
- The Shadow of Red Tears (Hóng lèi yǐng, 紅淚影, 1931)
- A Farewell to the Beauty (Yùrén yǒngbié, 玉人永別, 1931)
- The Flower of Freedom (Zìyóu zhī huā, 自由之花, 1932)
- Twin Sisters (Zǐmèihuā, 姊妹花, 1934)
- A Bible for Girls aka The Classic for Girls (Nǚ'érjīng, 女兒經, 1934) als Ko-Regisseur mit Chen Kengran, Cheng Bugao, Li Pingqian, Shen Xiling, Xu Xingfu, Yao Sufeng, Zhang Shichuan
- Ardent, Loyal Souls aka Hot Blood and Loyal Spirit (Rèxuè zhōnghún, 熱血忠魂, 1935) als Ko-Regisseur mit Cheng Bugao, Li Pingqian, Shen Xiling, Xu Xingfu, Wu Cun, Zhang Shichuan

### Drehbuchautor
- Die for Marriage aka The Difficult Couple (Nànfū Nànqī, 難夫難妻, 1913)
- Romance of a Fruit Peddler (Láogōng zhī àiqíng, 勞工之愛情, 1922)
- Zhang Xinsheng (Zhāng Xīnshēng, 張欣生, 1922)
- An Orphan Rescues His Grandpa (Gū'ér Jiùzǔ jì, 孤兒救祖記, 1923)
- The Poor Children (Kǔ'ér ruònǚ, 苦兒弱女, 1924)
- A Lesser Friend (Xiǎopéngyou, 小朋友, 1925)
- A Shanghai Woman (Shànghǎi yī fùrén, 上海一婦人, 1926)
- Sweet Sixteen (Èrbā jiārén, 二八佳人, 1927)
- The Wedding Husband (Guàmíng de fūqī, 掛名的夫妻, 1927)
- The Burning of Red Lotus Temple (Huǒshāo Hónglián Sì, 火燒紅蓮寺, 1928)
- A Revengeful Man Part I (Dà xiá fùchóu jì shàng jí, 大俠復仇記上集, 1928)
- A Revengeful Man Part II (Dà xiá fùchóu jì xià jí, 大俠復仇記下集, 1928)
- Ashes of the Lotus (Měirén guān, 美人關, 1928)
- Twin Sisters (Zǐmèihuā, 姊妹花, 1934)

### Schauspieler
- 1922: Romance of a Fruit Peddler (Láogōng zhī àiqíng, 勞工之愛情)
- 1924: Love and Vanity (Yòuhūn, 誘婚)
- 1924: The Poor Children (Kǔ'ér ruònǚ, 苦兒弱女)
- 1930: Peach Blossom Lake (Táohuā Hú, 桃花湖)

Quelle: Hong Kong Movie Database